# Brèze (Jonte)
Die Brèze ist ein 15 km langer linker Nebenfluss der Jonte im Einzugsgebiet des Tarn in der Region Okzitanien im Süden Frankreichs.

## Flusslauf
Die Bréze verläuft im Département Lozère. Sie entspringt im Nationalpark Cevennen, an der Westflanke des Mont Aigoual, und entwässert generell in nordwestlicher Richtung durch ein waldreiches Tal zwischen zwei Höhenzügen von 1100 bis 1400 Metern. Die Brèze mündet nach 15 Kilometern bei Meyrueis in die Jonte. Das normalerweise ruhige Flüsschen kann nach Niederschlägen bisweilen plötzlich sehr große Wassermengen führen.

## Orte am Fluss
Die Brèze berührt nur das Gemeindegebiet von Meyrueis, am Fluss liegen die Weiler
- Les Oubrèts,
- Campis und
- Pourcarès.

## Sehenswürdigkeiten
- Die Ruine des Maison Forestière de Valbelle in 1000 m Höhe
- Die alten Bleiminen bei Pourcarès mit halbverfallenen Stollen (gefährlich) und Abraumhalden